# Nicolas Basselier
Nicolas Basselier, né le 13 avril 1959 à Paris (XIIIe arrondissement), est un haut fonctionnaire français. Il est nommé préfet de la Charente-Maritime, après avoir exercé comme préfet de la Corrèze, du Loir-et-Cher et de l'Aisne.
Depuis le 14 octobre 2023 il est directeur adjoint de l'Institut des hautes études de défense nationale

## Biographie

### Formation
Nicolas Basselier est diplômé de l'Institut d'études politiques de Paris et de l'École nationale d'administration (promotion Léonard de Vinci).

### Carrière de sous-préfet
Nicolas Basselier début sa carrière en tant qu'administrateur civil de 2e classe au ministère de l'Intérieur et de la Décentralisation. Le 7 août 1985, il est nommé sous-préfet de 2e classe et exerce comme directeur du cabinet du commissaire de la République de l'Yonne (1985-1987) puis du préfet de la région de Haute-Normandie et du département de la Seine-Maritime (1987-1989). En 1989, il est nommé secrétaire générale de la préfecture de l'Orne, et, en 1991, chef du bureau des affaires immobilières de l'administration territoriale à la direction de la Programmation des affaires financières et immobilières du ministère de l'Intérieur (DPAFI).
En 1993, il est promu sous-préfet de 1re classe et intègre la Préfecture de police de Paris en tant que chef du cabinet du préfet. Pendant cette affectation ont lieu plusieurs évènements dramatiques (attentat du RER B à Saint-Michel en 1995, décès de Lady Diana en 1997) ainsi que des grands rassemblements populaires impliquant un dispositif de sécurité important, à l'instar des Journées mondiales de la jeunesse en 1997 ou de la victoire de l'équipe de France à la coupe du monde de football de 1998. Il est promu sous-préfet hors classe le 1er janvier 1995, et nommé directeur de cabinet adjoint du préfet de police de Paris le 13 mai 1996.
En 1999, il est nommé sous-préfet d'Aix-en-Provence.

### Carrière en tant que préfet
Nicolas Basselier est nommé préfet de la Corrèze en avril 2004, et titularisé préfet l'année suivante. Il quitte ses fonctions en décembre 2005 et, en tant que préfet hors cadre, est nommé adjoint au secrétaire général pour l'administration du ministère de la Défense du 1er janvier 2006 au 17 juillet 2008.
Le 21 juillet 2008, il devient directeur général des services de l'Association des maires de France. Il retourne ensuite dans le corps préfectoral, en tant que préfet du Loir-et-Cher de 2010 à 2012.
De nouveau préfet hors cadre à compter du 9 février 2012, il devient membre du conseil supérieur de l'administration territoriale de l’État, puis, en 2014, président du conseil d’administration de l’Agence nationale de traitement automatisé des infractions et président du conseil d’administration de l’Agence nationale des titres sécurisés. En 2015 il est nommé membre du Conseil supérieur de l'appui territorial et de l'évaluation.
Il est ensuite préfet de l'Aisne de 2016 à 2019. Le 8 novembre 2019, il est nommé préfet de la Charente-Maritime,.

## Récompenses et distinctions

### Décorations
- Chevalier de la Légion d'honneur (2011[22])
- Officier de l'ordre national du Mérite (2017[23])
  -  Chevalier de l'ordre national du Mérite (1999[24])
- Chevalier de l'ordre des Palmes académiques[25]
- Chevalier de l'ordre du Mérite agricole[25]
- Chevalier de l'ordre du Mérite maritime (2022)[26]
- Médaille des services militaires volontaires, bronze[25]
- Médaille de la jeunesse, des sports et de l'engagement associatif, argent[25]